# Hervé Le Boterf
Hervé Le Boterf (Nantes, 29 d'abril de 1921 - Les Pavillons-sous-Bois, 13 de juny de 2000) va ser un periodista i escriptor bretó, especialista en la Bretanya.

## Biografia
Hervé Lin Ernest Le Boterf era el fill del banquer Ernest Le Boterf i de Madeleine Papin de la Clergerie, i cosí d'Amédée Brousset. Va casar amb Mme Bolo.
Va estudiar al lycée Clemenceau, després a les facultats de dret i lletres de Rennes, on es va llicenciar en dret i en lletres. També és graduat en estudis cèltics.
El 1945 es va convertir en cap de departament de la delegació de Nantes del Ministeri de Reconstrucció.
Començant la seva carrera com a periodista, va ser redactor en cap adjunt de Cinémonde de 1946 a 1980, redactor en cap de Film vécu de 1955 a 1960, del magazín i l'almanac de Radio-Luxembourg.
És autor de nombroses novel·les, llibres sobre Bretanya i els nacionalistes bretons i també de cinema. Fou responsable del Partit Nacional Bretó a Nantes durant l'ocupació, després va donar suport a l'Associació d'Amics de Robert Brasillach i Louis-Ferdinand Céline.

## Publicacions
- Le Défroqué, France-Empire, 1954
- Pourquoi viens-tu si tard ?
- Dieu seul m'arrêtera
- L'Homme aux clés d'or, France-Empire, 1956
- La Bretagne dans la guerre (4 volumes), France-Empire, 1969 ISBN 2-7048-0908-9
- Le Théâtre en uniforme : le spectacle aux armées, de la Drôle de guerre aux accords d'Évian, France-Empire, 1973
- Anne de Bretagne, recherches et documentation de Marialys Bertault, France-Empire, 1976
- La Vie parisienne sous l'Occupation : Paris la nuit (4 volumes), 1978
- Le Métier de marchand de tableaux, entretiens d'Emmanuel David avec Hervé Le Boterf, France-Empire, 1978
- La Bretagne sous le gouvernement de Vichy: une tentative de régionalisation?, France-Empire, 1982
- Le Brave Général Cambronne, France-Empire, 1984 ISBN 978-2704803606 Prix Bretagne 1984
- Robert Le Vigan le mal-aimé du cinéma, France-Empire, 1986
- Anne de Bretagne, France-Empire, Paris, 1996
- Harry Baur, Pygmalion, 1997
- Nominoë et l'épopée des rois bretons, France-Empire, 1999